# Mario Benedetti

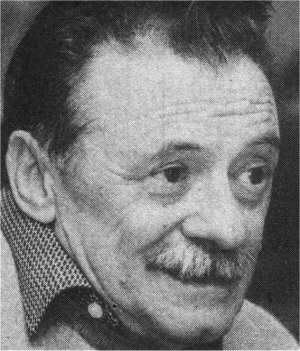
Mario Benedetti

Mario Orlando Hamlet Hardy Brenno Benedetti Farugia (Paso de los Toros (Tacuarembó), 14 september 1920 - Montevideo, 17 mei 2009) was een schrijver, dichter, journalist en criticus uit Uruguay. In Latijns-Amerika was Benedetti een gevierd schrijver en dichter. Buiten de Spaanstalige wereld is zijn werk grotendeels onbekend gebleven.

## Biografie
Mario Benedetti was de zoon van Brenno Benedetti en Matilde Farugia. Toen hij vier jaar oud was verhuisde het gezin om economische redenen van Paso de los Toros naar Montevideo.
In 1928 begon Benedetti zijn schoolloopbaan aan het Colegio Alemán de Montevideo (Duitse school). In 1933 ging hij van deze school af. Vervolgens zat hij een jaar op het Liceo Miranda. Om economische redenen verliet Benedetti in 1935 het voortgezet onderwijs voortijdig. Op veertienjarige leeftijd ging hij werken bij de firma Will L. Smith, S.A., een handel in auto-onderdelen.
In de periode 1938 tot 1941 verbleef Benedetti vrijwel de gehele tijd in de Argentijnse hoofdstad Buenos Aires.
In 1945 sloot hij zich aan bij de redactie van het weekblad Marcha, waar hij tot 1974 aan verbonden zou blijven. In dat jaar werd het weekblad verboden door de regering van de Juan María Bordaberry. In 1954 werd Benedetti benoemd tot literair directeur van Marcha.
Op 23 maart 1946 trad hij in het huwelijk met Luz López Alegre, zijn grote liefde en levensgezel. In 1948 leidde hij het literaire tijdschrift Marginalia. Ook publiceerde hij een verzameling essays, onder de naam Peripecia y novela.
In 1949 was Benedetti lid van de redactieraad van Número, een van de meest vooraanstaande literaire tijdschriften van dat tijdperk. Hij deed actief mee met de beweging tegen het militaire verdrag met de Verenigde Staten. Dit was zijn eerste militante activiteit.
In datzelfde jaar kreeg hij een prijs van het Ministerie van Onderwijs voor zijn eerste verhalenbundel, Esta mañana. Bij verschillende gelegenheden zou hij deze prijs nog een aantal malen ontvangen. Vanaf 1958 zou hij hem systematisch weigeren vanwege onenigheid over het reglement.
In 1964 was Benedetti betrokken bij meerdere kranten en tijdschriften,
Hij keerde terug naar Cuba om deel uit te maken van de jury in het concours Casa de las Américas. Hij nam deel aan de ontmoeting met Rubén Darío. Hij reisde naar Mexico om deel te nemen aan het 2e congres van Latijns-Amerikaanse schrijvers (II Congreso Latinoamericano de Escritores).
Daarna volgde zijn deelname aan het congres Congreso Cultural de La Habana met als onderwerp "de relaties tussen de man van actie en de intellectueel". Benedetti werd lid van de redactieraad van het Casa de las Américas. In 1968 richtte hij het onderzoekscentrum voor literatuur van het Casa de las Américas op en werd daar de eerste leider van.
Samen met leden van de Beweging voor Nationale Bevrijding (Movimiento de Liberación Nacional - Tupamaros), startte hij in 1971 de "Beweging van de 26e Mei (Movimiento de Independientes 26 de Marzo), een groepering die vanaf het begin deel zou uitmaken van de linkse coalitie (Frente Amplio). Benedetti was de leider van deze beweging.
Benedetti werd benoemd tot directeur van de vakgroep voor de Spaanstalige literatuur van Zuid-Amerika aan de Universidad de la República.
In 1973, door de militaire staatsgreep en in het licht van zijn actieve steun aan het marxistisch verzet, moest Benedetti Uruguay verlaten. Hij gaf zijn post aan de universiteit op en ging in ballingschap in Buenos Aires.
Er volgden reizen naar Argentinië, Peru, Cuba en Spanje. Zijn echtgenote was in Uruguay achtergebleven om voor de moeders van hen beiden te zorgen.
De filmversie van La tregua, dirigida, geregisseerd door Sergio Renán, kreeg in 1974 een Oscarnominatie in de categorie " beste buitenlandse film" .
In 1976 keerde hij terug naar Cuba, deze keer als balling. Hij werd lid van de directieraad van "Casa de las Américas". In 1980 verhuisde Benedetti naar Palma de Mallorca. Twee jaar later begon hij een wekelijkse bijdrage te leveren aan de opiniepagina van het dagblad El País. In datzelfde jaar onderscheidde de Cubaans regering hem met de Orden Félix Varela. Benedetti verhuisde in 1983 naar Madrid.
In maart 1983 keerde Benedetti terug naar Uruguay. Daarmee begon de periode van het "desexiel", zoals Benedetti die zelf aanduidde. Dit was het motief van veel van zijn werk. Hij werd benoemd tot lid van de redactieraad van het nieuwe tijdschrift Brecha (breuk), een voortzetting van Marcha, met een onderbreking sinds 1974.
In 1986 ontving hij de Bulgaarse Jristo Botev-prijs voor zijn poëzie en essays.
Amnesty International kende hem in 1987 in Brussel de Gouden Vlam toe voor zijn roman Primavera con una esquina rota. In 1989 werd Benedetti door de Cubaanse regering onderscheiden met de Medalla Haydeé Santamaría.
In 1997 verleende de universiteit van Alicante hem een eredoctoraat. In 1999 verwierf de Spaanse VIII Premio Reina Sofía de Poesía Iberoamericanaen in het jaar 2000 de Premio Iberoamericano José Martí. Hij ontving in 2004 de Premio Etnosur.
In 2004 vond in Rome de première plaats van een documentaire over het leven en de poëzie van Mario Benedetti, getiteld Mario Benedetti en andere verrassingen. Deze documentaire, geschreven en geregisseerd door Alessandra Mosca, werd gesponsord door de ambassade van Uruguay in Italië en nam deel aan het Festival Internacional del Nuevo Cine Latinoamericano de La Habana, en het XIXe Festival del Cinema Latinoamericano di Trieste en het Festival Internacional de Cine de Santo Domingo.
In 2005 presenteerde Mario Benedetti de dichtbundel Adioses y bienvenidas. Bij die gelegenheid kwam ook de documentaire Palabras verdaderas uit .
Op 7 juni 2005 ontving Benedetti de XIXe Premio Internacional Menéndez Pelayo, bestaande uit € 48.000 en de Medalla de Honor de la Universidad Internacional Menéndez Pelayo. Deze prijs is een onderscheiding voor het werk van personen die zich verdienstelijk hebben gemaakt op het gebied van de literatuur of wetenschap in de Spaanse of de Portugese taal.
De laatste jaren van zijn leven verdeelde Mario Benedetti zijn tijd tussen zijn woningen in Uruguay en Spanje. Hij overleed op 17 mei 2009 in Montevideo.

## Werk

### Verhalen
- Esta mañana y otros cuentos, 1949.
- Montevideanos, 1959.
- Datos para el viudo, 1967.
- La muerte y otras sorpresas, 1968.
- Con y sin nostalgia, 1977.
- Geografías, 1984.
- Recuerdos olvidados, 1988.
- Despistes y franquezas, 1989.
- Buzón de tiempo, 1999.
- El porvenir de mi pasado, 2003.

### Drama
- El reportaje, 1958.
- Ida y vuelta, 1963.
- Pedro y el Capitán, 1979.

### Romans
- Quién de nosotros, 1953.
- La tregua, 1960. (In 1984 in het Nederlands verschenen met als titel "Het Uitstel")
- Gracias por el fuego, 1965.
- El cumpleaños de Juan Ángel, 1971.
- Primavera con una esquina rota, 1982.
- La borra del café, 1992.
- Andamios, 1996.

### Poëzie
- La víspera indeleble, 1945.
- Sólo mientras tanto, 1950.
- Poemas de la oficina, 1956.
- Poemas del hoyporhoy, 1961.
- Inventario uno, 1963.
- Noción de patria, 1963.
- Próximo prójimo, 1965.
- Contra los puentes levadizos, 1966.
- A ras de sueño, 1967.
- Letras de emergencia, 1973.
- La casa y el ladrillo, 1977.
- Cotidianas, 1979.
- Viento del exilio, 1981.
- Preguntas al azar, 1986.
- Yesterday y mañana, 1987.
- Canciones del más acá, 1988.
- Las soledades de Babel, 1991.
- Inventario dos, 1994.
- El amor, las mujeres y la vida, 1995.
- El olvido está lleno de memoria, 1995.
- La vida ese paréntesis, 1998.
- Rincón de Haikus, 1999.
- El mundo que respiro, 2001.
- Insomnios y duermevelas, 2002.
- Inventario tres, 2003.
- Existir todavía, 2003.
- En defensa propia. 2004.
- Memoria y esperanza, 2004.
- Adioses y bienvenidas, 2005.

### Essays
- Peripecia y novela, 1946.
- Marcel Proust y otros ensayos, 1951.
- El país de la cola de paja, 1960.
- Letras del continente mestizo, 1967.
- El escritor latinoamericano y la revolución posible, 1974.
- Notas sobre algunas formas subsidiarias de la penetración cultural, 1979.
- El desexilio y otras conjeturas, 1984.
- Cultura entre dos fuegos, 1986.
- Subdesarrollo y letras de osadía, 1987.
- La cultura, ese blanco móvil, 1989.
- La realidad y la palabra, 1991.
- Perplejidades de fin de siglo, 1993.